# Шаганова-Образцова, Ольга Александровна
Ольга Александровна Образцова-Шаганова (урожд. Эрлангер; 27 сентября 1904 — 9 февраля 1989, Москва) — советская актриса и переводчик, жена и помощник Сергея Образцова, директора Театра кукол. Известна единственной киноролью Буратино в фильме 1939 года «Золотой ключик», а также как переводчик детских сказок.

## Биография
Родилась в 1904 году, урождённая Эрлангер.
Прадед — композитор Максим Эрлангер.
Дед — Антон Максимович Эрлангер (1839—1910), предприниматель, инженер, в 1881 на территории Сокольнического поля построил паровую вальцовую мельницу.
Отец — Александр Антонович Эрлангер (1875—1914), член правления мукомольного товарищества «Антон Эрлангер и К».
Мать — Мария Владимировна, урождённая Хирьякова (1878—1964), актриса театра.
На сцене с 13 лет — в 1921 году поступила на курсы при Малом театре, где работала её мать, в постановке студией «Чайки» исполняла роль Нины, а её мать — Аркадиной. Играла под сценической фамилией Шаганова.
С 1928 года во МХАТе 2-м, кандидатка вспомогательного состава, играла в массовках. В 1936 году при ликвидации театра была уволена.
В 1931 году вышла замуж за Сергея Владимировича Образцова, директора Театра кукол, став приёмной матерью его детям (своих детей у пары не было). Была аккомпаниатором Образцова и выполняла обязанности его личного секретаря, с 1950 года была официально оформлена в штат театра.

⟨…⟩ стала приёмной матерью моих детей (девятилетнего сына и трёхлетней дочери) и моим партнёром по концертной деятельности. С первых же дней нашей совместной жизни Ольга Александровна стала аккомпанировать мне на рояле во время моих выступлений с куклами. Наша совместная концертная деятельность всё увеличивалась и увеличивалась, а значит, увеличивалась и «домашняя самодеятельность», так как процесс рождения каждого нового номера проходил все те же стадии домашнего выдумывания и репетирования.— Сергей Образцов, «Моя профессия»

Она ушла со сцены, аккомпанировала мужу в его концертах. Чёрненькая, худенькая, отчётливая, она полна энергии, переводит с французского, с английского, ведёт дом, всё ищет себе собственного дела.— Евгений Шварц, «Телефонная книжка»
В 1936 году снялась в единственной кинороли — Буратино в фильме «Золотой ключик».
Известна как литератор и переводчик с английского языка детских книг и сказок — сказки Б. Поттер «Ухти-Тухти», Э. Хогарт «Мафин и его весёлые друзья», Л. Мур «Крошка Енот и тот, кто сидит в пруду»; перевела мемуары И. Монтана «Солнцем полна голова».
Умерла в 1989 году в Москве, похоронена на Новодевичьем кладбище, 3-й участок.

## Фильмография
- 1939 — Золотой ключик — Буратино